# Syncope (muziek)

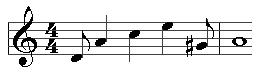
Voorbeeld van off-beat syncopes: de vier noten a, c, e en gis beginnen niet op de tel

Een syncope is een ritme waarbij een of meer tonen niet op de tel of puls vallen, waardoor een of meer normale accenten verlegd worden. Dit onverwachte element maakt een deel of geheel van een melodie of muziekstuk afwijkend. De syncope wordt in de muziek gebruikt om het accent te verleggen, om het accent op een andere dan de gebruikelijke en verwachte plaats aan te brengen. Vaak is dit de plek vlak voor het verwachte telaccent (anticiperende syncope), of vlak na de verwachte tel (ook wel echosyncope genoemd).
In een  44-maat bijvoorbeeld zijn de eerste en de derde tel de zware tellen, de tweede en de vierde de lichte. Normaal worden de accenten dus op 1 en 3 gelegd. Van een syncope kan sprake zijn wanneer de nadruk op de tweede en de vierde tel komt te liggen.
Een andere vorm van syncope is het introduceren van een achtste noot in een vierkwartsmaat, waardoor het ritme van de maat een halve tel verlegd wordt. Deze vorm, de off-beat, legt de nadruk op een voor de toehoorder onverwachte plaats.
Een andere afwijkende vorm van de syncope is de missed-beat, waar op de plaats waar de nadruk zou moeten liggen de noot vervangen is door een rust. Dit wordt ook wel een luide rust genoemd.

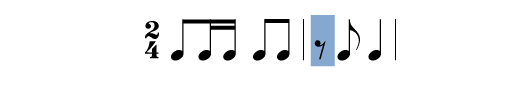
Voorbeeld van een luide rust

Door de techniek toe te passen verlegt men het ritmische accent van de muziek. Het wordt toegepast in vrijwel alle muziekstijlen en vormt een essentieel onderdeel van het ritme van stijlen als bijvoorbeeld ragtime, jazz, funk en salsa.

## Voorbeelden
Door de halve noot op tel 2 en de overbindingsboog over de maat heen wordt een verschuiving van het accent verkregen.
Offbeats: De noten vallen niet óp de tellen in de maat, maar ertussen.
De syncope ontstaat door de overgebonden achtste noot aan het einde van de maat.
De gepunteerde noot aan het begin van de maat, verschuift het accent naar de eropvolgende gebonden noot.